# Batterij aan de Sloterweg
Het Batterij aan de Sloterweg ligt op de Geniedijk Haarlemmermeer ter hoogte van de acces Sloterweg (tegenwoordig Rijnlanderweg). Het maakt deel uit van de Stelling van Amsterdam en ondersteunde het naastliggende Fort bij Hoofddorp en Fort bij Aalsmeer.

## Herbestemming
Tot aan 1977 is een gedeelte langs de geniedijk richting de Kick Pruijsbrug gebruikt voor munitie-opslag door Eurometaal. Het fort is in originele staat en momenteel niet in gebruik. Na de aanleg van het Geniepark door de gemeente Haarlemmermeer zullen de verschillende onderdelen worden ingericht als culturele broedplaats.